# Raoul Van Overstraeten
Raoul François Casimir Van Overstraeten (Aat, 29 januari 1885 – Brussel, 30 januari 1977) was een Belgisch generaal die zowel in de Eerste Wereldoorlog als in de Tweede Wereldoorlog vocht en militair raadgever was van koning Leopold III van België.

## Jeugd
Zijn vader was een Vlaming en zijn moeder een Waalse. Behalve Frans en Nederlands sprak Raoul Van Overstraeten ook vlot Engels en Duits. Zijn vader was officier bij de infanterie en eindigde zijn carrière als generaal.
Raoul Van Overtraeten legde in 1902 toelatingsexamen af voor de Koninklijke Militaire School te Brussel met het beste resultaat. Hij studeerde af als officier van de artillerie en ging bij de batterijen getrokken door paarden.
Hij studeerde verder aan het Koninklijk Hoger Instituut voor Defensie te Brussel.

## Eerste Wereldoorlog
Bij de Duitse inval lag Raoul Van Overstraeten in de eerste linie bij Luik. Hij versloeg bij Halen de Duitse uhlanen in de Slag der Zilveren Helmen. Hij vocht in het Beleg van Antwerpen (1914), de Race naar de Zee en aan de IJzer.
In 1916 reisde hij als vrijwilliger naar Belgisch Kongo en dan naar Ruanda-Urundi en hij won op 19 september onder generaal Charles Tombeur de slag bij Tabora in Duits-Oost-Afrika.
Terug in België werd Van Overstraeten adjudant van koning Albert. Hij was regelmatig aan het front. In 1918 was hij bij de koning en de koningin te Oostende. Ze voeren er bij wilde zee op een snelle boot ter beschikking gesteld door de Britse admiraal Roger Keyes.

## Interbellum
Na de Eerste Wereldoorlog gaf Van Overstraeten les aan de Koninklijke Militaire School te Brussel. Hij gaf drie boeken uit over krijgsgeschiedenis en werd militair raadgever van koning Leopold III. België stelde zich neutraal op, maar Leopold III gaf via Raoul Van Overstraeten informatie van de Belgische geheime dienst over Duitse troepenbewegingen door aan Franse bevelhebber generaal Maurice Gamelin.

## Tweede Wereldoorlog
Van 1938 tot 1940 was Van Overstraeten militair raadgever van koning Leopold III. Hij had de functie van stafchef geweigerd, maar leidde de veldtocht als raadgever. Paul Henri Spaak zei over Van Overstraeten tegen een parlementslid: "Van Overstraeten is veruit de meest intelligente van de militairen. Zijn ongeluk is, dat hij het zelf weet." Van Overstraeten wilde in de Achttiendaagse Veldtocht een dag langer tegenstand bieden in de Leieslag. Van Overstraeten schreef later, dat Leopold III gedemoraliseerd was door de desertie van Vlaamse eenheden.
Van Overstraeten regelde het onderhoud van Leopold III met Adolf Hitler in Berchtesgaden op 19 november 1940.
In 1944 was Van Overstraeten aan de kant geschoven: de geallieerden hadden hem niet nodig. In 1946 vroeg en kreeg hij zijn pensioen. Hij schreef nog vier boeken op basis van zijn archieven, het laatste postuum uitgegeven.